# Кучумов, Павел Васильевич
Павел Васильевич Кучу́мов (1924—1996) — старший сержант Советской Армии, участник Великой Отечественной войны, Герой Советского Союза (1944).

## Биография
Павел Кучумов родился 13 декабря 1924 года в Омске. После окончания шести классов школы работал учеником столяра, токарем на заводе. В марте 1943 года Кучумов был призван на службу в Рабоче-крестьянскую Красную Армию. Окончил полковую школу. С февраля 1944 года — на фронтах Великой Отечественной войны, был пулемётчиком мотострелкового батальона 107-й танковой бригады 16-го танкового корпуса 2-й танковой армии 2-го Украинского фронта. Отличился во время освобождения Черкасской области Украинской ССР.
В марте 1944 года Кучумов одним из первых в батальоне переправился через Горный Тикич и пулемётным огнём подавил вражескую огневую точку, уничтожил около 10 солдат и офицеров противника, что способствовало успешному продвижению вперёд всего подразделения. В ходе боёв за посёлок Маньковка Кучумов с семью товарищами скрытно подобрался к мосту во вражеском тылу и подорвал его, тем самым оттянув на себя внимание противника. В завязавшемся бою Кучумов лично уничтожил 15 солдат и офицеров противника, получил тяжёлое ранение, но продолжал сражаться.
Указом Президиума Верховного Совета СССР от 13 сентября 1944 года за «образцовое выполнение боевых заданий командования на фронте борьбы с немецкими захватчиками и проявленные при этом мужество и героизм» красноармеец Павел Кучумов был удостоен высокого звания Героя Советского Союза с вручением ордена Ленина и медали «Золотая Звезда» за номером 5238.
Конец войны Кучумов встретил в Берлине. В 1947 году в звании старшего сержанта он был демобилизован. Вернулся в Омск, работал на заводе синтетического каучука. Скончался 18 февраля 1996 года, похоронен на Старо-Северном кладбище Омска.
Почётный гражданин Маньковки. Был также награждён орденом Отечественной войны 1-й степени и рядом медалей.